# Mörsdorf (Rhénanie-Palatinat)
Pour les articles homonymes, voir Mörsdorf.
Mörsdorf est une municipalité de l'arrondissement (Landkreis) de Rhin-Hunsrück du Land de Rhénanie-Palatinat, en Allemagne. Elle fait partie de la communauté des communes de Kastellaun.

## Histoire
Mörsdorf a été mentionnée pour la première fois en 1103 dans un document officiel. Au Moyen Âge la commune faisait partie de l'Électorat de Trèves, et, à partir de 1794, elle était dans la zone d'influence de la France. En 1814, lors du congrès de Vienne, Mörsdorf fut rattachée au royaume de Prusse. Depuis 1946, la commune fait partie du Land de Rhénanie-Palatinat. La commune est passée de l'arrondissement de Cochem-Zell à l'arrondissement de Rhin-Hunsrück à la suite de la suppression de la communauté des communes de Treis-Karden le 1er juillet 2014.